# Nastri d'argento 2008
La cerimonia di premiazione della 63ª edizione dei Nastri d'argento si è svolta il 14 giugno 2008 al Teatro Antico di Taormina ed è stata presentata da Andrea Osvárt.
Per le candidature sono stati presi in considerazione 100 film usciti tra il 1º aprile 2007 e il 30 aprile 2008.
Il maggior numero di candidature (sette) è stato ottenuto dai film Caos calmo di Antonello Grimaldi e Tutta la vita davanti di Paolo Virzì.
Il film che ha ricevuto più premi (quattro) è Caos calmo.
Il Nastro dell'anno, assegnato al film "caso" artistico e produttivo dell'annata, è andato a Grande, grosso e Verdone di Carlo Verdone.

## Vincitori e candidati
I vincitori sono indicati in grassetto, a seguire gli altri candidati.

### Regista del miglior film
- Paolo Virzì - Tutta la vita davanti
- Antonello Grimaldi - Caos calmo
- Daniele Luchetti - Mio fratello è figlio unico
- Silvio Soldini - Giorni e nuvole
- Gianni Zanasi - Non pensarci

### Miglior regista esordiente
- Andrea Molaioli - La ragazza del lago
- Giorgio Diritti - Il vento fa il suo giro
- Davide Marengo - Notturno bus
- Mohsen Melliti - Io, l'altro
- Silvio Muccino - Parlami d'amore

### Migliore produttore
- Domenico Procacci (Fandango) per il complesso della produzione dell'annata
- Marco Chimenz, Marco Stabilini e Riccardo Tozzi (Cattleya) per il complesso della produzione dell'annata
- Lionello Cerri (Lumière & co) - Giorni e nuvole e Biùtiful cauntri
- Elda Ferri (Jean Vigo) - I Viceré e I demoni di San Pietroburgo
- Francesca Cima e Nicola Giuliano (Indigo Film) - La ragazza del lago

### Migliore soggetto
- Doriana Leondeff e Carlo Mazzacurati - La giusta distanza
- Fabio Bonifacci - Lezioni di cioccolato
- Fabio Bonifacci e Luca Lucini - Amore, bugie e calcetto
- Cristina Comencini, Giulia Calenda e Maddalena Ravagli - Bianco e nero
- Wilma Labate, Francesca Marciano e Carla Vangelista - Signorina Effe
- Anna Negri - Riprendimi

### Migliore sceneggiatura
- Sandro Petraglia - La ragazza del lago e con Daniele Luchetti e Stefano Rulli - Mio fratello è figlio unico
- Francesco Bruni e Paolo Virzì - Tutta la vita davanti
- Peter Del Monte e Michele Pellegrini - Nelle tue mani
- Doriana Leondeff, Francesco Piccolo, Federica Pontremoli e Silvio Soldini - Giorni e nuvole
- Michele Pellegrini e Gianni Zanasi - Non pensarci

### Migliore attore protagonista
- Toni Servillo - La ragazza del lago
- Antonio Albanese - Giorni e nuvole
- Elio Germano - Mio fratello è figlio unico e Nessuna qualità agli eroi
- Valerio Mastandrea - Non pensarci
- Nanni Moretti - Caos calmo

### Migliore attrice protagonista
- Margherita Buy - Giorni e nuvole
- Cristiana Capotondi - Come tu mi vuoi
- Carolina Crescentini - I demoni di San Pietroburgo e Cemento armato
- Isabella Ragonese - Tutta la vita davanti
- Alba Rohrwacher - Riprendimi

### Migliore attore non protagonista
- Alessandro Gassmann - Caos calmo
- Giuseppe Battiston - La giusta distanza e Non pensarci
- Massimo Ghini - Tutta la vita davanti
- Luca Lionello - Cover-boy
- Sergio Rubini - Colpo d'occhio

### Migliore attrice non protagonista
- Sabrina Ferilli - Tutta la vita davanti
- Anna Bonaiuto - La ragazza del lago e Bianco e nero
- Anita Caprioli - Non pensarci
- Marina Confalone, Lucia Ragni e Piera Degli Esposti - Tre donne morali
- Angela Finocchiaro - Mio fratello è figlio unico e Amore, bugie e calcetto

### Migliore fotografia
- Arnaldo Catinari - I demoni di San Pietroburgo e Parlami d'amore
- Roberto Cimatti - Il vento fa il suo giro
- Ramiro Civita - La ragazza del lago
- Claudio Collepiccolo - Mio fratello è figlio unico
- Nicola Pecorini - Tutta la vita davanti e Tideland - Il mondo capovolto (Tideland)

### Migliore scenografia
- Francesco Frigeri - I Viceré e I demoni di San Pietroburgo
- Davide Bassan - Tutta la vita davanti
- Dante Ferretti e Francesca Lo Schiavo - Sweeney Todd - Il diabolico barbiere di Fleet Street (Sweeney Todd)
- Luca Gobbi - Colpo d'occhio
- Tonino Zera - Hotel Meina e Parlami d'amore

### Migliori costumi
- Milena Canonero - I Viceré
- Catia Dottori - Hotel Meina
- Nicoletta Ercole - 2061 - Un anno eccezionale e Nero bifamiliare
- Elisabetta Montaldo - I demoni di San Pietroburgo
- Carlo Poggioli (con Kazuko Kurosawa) - Seta

### Migliore montaggio
- Mirco Garrone - Mio fratello è figlio unico
- Francesca Calvelli - Signorina Effe
- Giorgio Diritti e Eduardo Crespo - Il vento fa il suo giro
- Ilaria Fraioli - Riprendimi e Vogliamo anche le rose
- Angelo Nicolini - Caos calmo

### Migliore sonoro in presa diretta
- Gaetano Carito - Caos calmo
- Stefano Campus e Valentino Gianni - Sonetàula
- Mauro Lazzaro - Riprendimi e Jimmy della collina
- Carlo Missidenti - Il vento fa il suo giro
- Bruno Pupparo - Bianco e nero e Piano, solo

### Migliore colonna sonora
- Paolo Buonvino - Caos calmo
- Tiromancino - Nero bifamiliare
- Lele Marchitelli - Piano, solo
- Ennio Morricone - I demoni di San Pietroburgo
- Nicola Piovani - Lezioni di felicità (Odette Toutlemonde)

### Migliore canzone originale
- L'amore trasparente di Ivano Fossati - Caos calmo
- ‘O munn va’ di Pino Daniele - La seconda volta non si scorda mai
- Mi persi di Daniele Silvestri - Notturno bus
- Il mondo stretto in una stanza di Daniele Silvestri - Questa notte è ancora nostra
- Pazienza di Gianna Nannini e Pacifico - Riprendimi
- Un altro posto nel mondo di Mario Venuti e Kaballà - Agente matrimoniale
- La mia patria attuale di Massimo Zamboni cantata da Nada - Il mio paese

### Migliore film europeo
- Irina Palm - Il talento di una donna inglese (Irina Palm), regia di Sam Garbarski
- Across the Universe, regia di Julie Taymor
- Elizabeth: The Golden Age, regia di Shekhar Kapur
- Espiazione (Atonement), regia di Joe Wright
- La vie en rose (La Môme), regia di Olivier Dahan
- Cous cous (La Graine et le mulet), regia di Abdellatif Kechiche
- Persepolis, regia di Marjane Satrapi e Vincent Paronnaud
- 4 mesi, 3 settimane e 2 giorni (4 luni, 3 săptămâni şi 2 zile), regia di Cristian Mungiu
- Quattro minuti (Vier Minuten), regia di Chris Kraus
- Lo scafandro e la farfalla (Le scaphandre et le papillon), regia di Julian Schnabel

### Migliore film extraeuropeo
- Onora il padre e la madre (Before the Devil Knows You're Dead), regia di Sidney Lumet
- I Simpson - Il film (The Simpsons Movie), regia di Daniel Silverman
- Io non sono qui (I'm Not There), regia di Todd Haynes
- Ratatouille, regia di Brad Bird
- Non è un paese per vecchi (No Country for Old Men), regia di Joel ed Ethan Coen
- Lussuria - Seduzione e tradimento (Se, jie), regia di Ang Lee
- Juno, regia di Jason Reitman
- Il petroliere (There Will Be Blood), regia di Paul Thomas Anderson
- Into the Wild - Nelle terre selvagge (Into the Wild), regia di Sean Penn
- Sweeney Todd - Il diabolico barbiere di Fleet Street (Sweeney Todd), regia di Tim Burton

### Nastro d'argento al miglior documentario
- Biùtiful cauntri, regia di Esmeralda Calabria, Andrea D'Ambrosio e Peppe Ruggiero
- Civico zero, regia di Francesco Maselli
- Le ferie di Licu, regia di Vittorio Moroni
- Il mio paese, regia di Daniele Vicari
- Vogliamo anche le rose, regia di Alina Marazzi

### Nastro d'argento alla carriera
- Piero De Bernardi
- Giuliano Gemma «per cinquant'anni di stile e di successo autenticamente popolare»[3]
- Carlo Lizzani «un grande maestro del cinema italiano nell'anno di Hotel Meina»[3]
- Vittorio Storaro «il "Caravaggio" della fotografia internazionale»[3]

### Nastro dell'anno
(riconoscimento speciale assegnato al film che rappresenta nella sua eccezionalità il "caso" artistico e produttivo dell'annata)
- Grande, grosso e Verdone, regia di Carlo Verdone

### Nastro d'argento europeo
- Antonia Liskova - Riparo
- Kasia Smutniak - Nelle tue mani

### Premio Guglielmo Biraghi
- Luca Argentero - Lezioni di cioccolato
- Isabella Ragonese - Tutta la vita davanti
- Andrea Miglio Risi - Grande, grosso e Verdone
- Valentina Lodovini - La giusta distanza